# Himera scutellaris
Himera scutellaris là một loài ruồi trong họ Tachinidae.